# Firma digitale separata
La firma digitale separata (in inglese detached signature) è un tipo di firma digitale che è tenuta separata dai dati firmati, a differenza della firma digitale completa che è inglobata nel file stesso.
Viceversa, il formato di salvataggio di un generico file difficilmente consente modifiche arbitrarie al file stesso, anche solo per inserire i pochi byte di una firma digitale. Inoltre c'è da considerare anche il problema che l'azione di firmare il file modifica il file stesso, per cui occorre identificare quale sia la firma e quale la parte firmata.
Quando la firma digitale è separata dal file firmato, ciò permette di poter lavorare con il file originale senza dover aprire un file firmato digitalmente, ma una qualsiasi modifica al file originale interrompe lo stretto legame con la firma, nel senso che un file differente non possiederà la medesima firma.

## Esempi
È consuetudine che la firma digitale separata abbia lo stesso nome del file originale firmato, per evidenziarne il legame, ma con un'estensione diversa.
Ad esempio:
Eseguibile.exe
Eseguibile.exe.sig (firma digitale separata in binario)
Documento.odt
Documento.odt.asc (firma digitale separata in ASCII Armor)
Documento.pdf
Documento.pdf.p7s (firma digitale separata contenente anche il certificato digitale)